# Rosiers-de-Juillac
Rosiers-de-Juillac ist eine Gemeinde in Frankreich. Sie gehört zur Region Nouvelle-Aquitaine, zum Département Corrèze, zum Arrondissement Brive-la-Gaillarde und zum Kanton L’Yssandonnais. 

## Lage
Rosiers-de-Juillac liegt am Flüsschen Roseix und grenzt im Norden an Juillac, im Osten an Chabrignac und Saint-Bonnet-la-Rivière, im Südosten an Ayen sowie im Süden und Westen an Segonzac.

## Einwohnerentwicklung
| Jahr      | 1962 | 1968 | 1975 | 1982 | 1990 | 1999 | 2008 | 2012 |
| --------- | ---- | ---- | ---- | ---- | ---- | ---- | ---- | ---- |
| Einwohner | 260  | 232  | 208  | 205  | 200  | 194  | 183  | 189  |